# The Grind Date
The Grind Date é o sétimo álbum de estúdio do grupo americano de hip-hop De La Soul, lançado em 5 de Outubro de 2004. O álbum, a princípio, seria a parte final da trilogia Art Official Intelligence (AOI), mas mudou-se o foco e o grupo decidiu lançar The Grind Date.

## Faixas
| #  | Título                                | Duração | Escrito por | Produtores     | Com                                      | Samples                                                       |
| -- | ------------------------------------- | ------- | --- | -------------- | ---------------------------------------- | ------------------------------------------------------------- |
| 1  | "The Future"                          | 3:49    | De La Soul, Dave West, Eddie Fluellen, Jarmaine Jackson e Hazel Jackson                                                                         | Supa Dave West | De La Soul                               | Switch - Brighter Tomorrow                                    |
| 2  | "Verbal Clap"                         | 3:16    | De La Soul, J Dilla, Rick Wakeman, Norman Landsberg, Felix Pappalardi, John Ventura, Leslie Weinstein e Daryl short                             | J Dilla        | De La Soul                               | Rick Wakeman - "Catherine Of Aragon" e Mountain - "Long Red"  |
| 3  | "Much More"                           | 4:05    | De La Soul, Skip Scarborough e Shuggie Ottis | J Dilla        | De La Soul, DJ Premier e Yummy Bingham   | L.T.D. - "Love Ballad", Shuggie Otis - "Strawberry Letter 23" |
| 4  | "Shopping Bags (She Got From You)"    | 3:57    | De La Soul and Madlib | Madlib         | De La Soul                               |                                                               |
| 5  | "The Grind Date"                      | 3:22    | De La Soul, Supa Dave West, Jon Anderson, Steve Howe, Chris Squire, Rick Wakeman e Alan White (Yes)                                             | Supa Dave West | De La Soul                               | Yes - "Ritual (Nous Sommes Du Soleil)"                        |
| 6  | "Church"                              | 5:32    | De La Soul, Ninth Wonder e Marlon McClain | 9th Wonder     | De La Soul, Spike Lee                    | Pleasure - Reallity                                           |
| 7  | "Its Like That"                       | 4:36    | De La Soul, Dave West e Carl Thomas | Supa Dave West | De La Soul, Carl Thomas                  |                                                               |
| 8  | "He Comes"                            | 3:44    | De La Soul, Carl Thomas, Ghostface killah e Eugene Record                                                                                       | Supa Dave West | De La Soul, Ghostface Killah             | Eugene Record - "Here Comes The Sun"                          |
| 9  | "Days Of Our Lives"                   | 3:51    | De La Soul, Common, Jake One, William Beck, Leroy Bonner, Marshall Jones, Ralph Middlebrooks, Marvin Pierce, Clarence Satchell e James Williams | Jake One       | De La Soul e Common                      | Ohio Players - "My Life"                                      |
| 10 | "Come On Down"                        | 5:01    | De La Soul and Madlib | Madlib         | De La Soul e Flava Flav                  | Esther Williams - "Last Night Changed it All"                 |
| 11 | "No"                                  | 4:34    | De La Soul, Butta Verses, Dave West e Clifton Davis                                                                                             | Supa Dave West | De La Soul, Butta Verses e Yummy Bingham | The Jackson 5 - "Never Can Say Goodbye"                       |
| 12 | "Rock Co.Kane Flow"                   | 3:06    | De La Soul, MF Doom, Jake One, Paul Greedos, Diddier Marouani and Roland Romanelli                                                              | Jake One       | De La Soul e MF DOOM                     | Space - "Deliverance"                                         |
| 13 | "Shoomp" (Somente na Versão Europeia) | 3:41    | De La Soul | J Dilla        | De La Soul e Sean Paul                   | Tom Tom Club - "Genius of Love"                               |

## Singles
| Capa | Informação                                                                    |
| ---- | ----------------------------------------------------------------------------- |
|      | "Shoomp" - Lançado: 2003 - Lado-B: Much More                                  |
|      | "Shopping Bags (She Got From You)" - Lançado: 2004 - Lado-B: "The Grind Date" |
|      | "Rock Co.Kane Flow" - Lançado: 2004 - Lado-B:                                 |